# Campinápolis
Campinápolis är en kommun i Brasilien.   Den ligger i delstaten Mato Grosso, i den centrala delen av landet, 600 km väster om huvudstaden Brasília. Antalet invånare är 14 222.
Omgivningarna runt Campinápolis är huvudsakligen savann. Runt Campinápolis är det mycket glesbefolkat, med 2 invånare per kvadratkilometer.